# きくちいま
きくち いま（本名：菊池 衣麻（読み同じ）、1973年10月7日 - ）は、日本の随筆家。イラストレーター。山形県東根市出身。現在山形県村山市在住。家族は両親・夫・2男1女。

## 略歴
1973年山形県東根市生まれ。山形県立楯岡高等学校を経て、都留文科大学文学部国文学科を卒業後、東京都中央区日本橋にある着物の広告・出版の会社にコピーライターとして入社。1999年よりフリーのライター・イラストレーターとなる。2002年に『着物がくれるとびきりの毎日』発行。イラストとエッセイを組み合わせた独自の作風で多くのファンを得る。2003年より東京から山形へ活動拠点を移す。日常の着物や和の暮らしを中心とした連載・著作・講演の他、和装関係のデザイン多数。2013年「きくちいまのひきだし屋」丸井吉祥寺店に開店。2015年「きくちいまのひきだし屋」目黒区青葉台に移転。

## 主な活動
毎日新聞（毎日新聞社）、『月刊アレコレ』（オフィスエリア51）、『ざ・いけのぼう』（日本華道社）、『百日草のはなよめ』（百日草）、『キンダーブック2』（フレーベル館（『キンダーブック』付録））、等への連載の他、日常の着物や和の暮らし関係の著書が多数ある。
十日町紬や小千谷縮のオリジナル・デザインを始め、帯・半衿・風呂敷・籠・手拭・和装ブラ・和装スリップ（乙女スリップ）・背守りなどのデザインも手掛ける。
山形・東京・大阪を始め、各地で日常の着物や和の文化の楽しみを主題とする講演をこなし、「きものエヴァンジェリスト（巡回伝道者）」として、日々精力的に全国を駆け回っている。

## エピソード
- 母の影響で、幼い頃から着物や和の暮らしに親しみ、23歳の頃に「25歳になったら毎日きもので過ごそう」と決め、会社にも着物で出勤。以来、余程特別なことがない限りは殆ど毎日着物を着て過ごしている。
- 元々冷え性で不妊治療も受けていたが、着物生活に入った後、いつの間にか冷え性が治り、念願の妊娠を果たす。妊婦生活・子育て生活も着物でこなし、その様子は著書『きもので出産!』（2006年／河出書房新社）に詳しい。
- 妊娠中、着物が体型をカバーすることが裏目に出て、電車の中でなかなか席を譲って貰えなかったので、腹巻にタオルを挟んで「お腹を底上げ」し、無事、妊婦であると気づいて貰うことに成功した。
- 呉服業界の会議やイベントの講演者としても活躍。講演会の参加者には着物着用を奨励しており、スーツ姿で名刺交換に「挑んで来た」参加者を「勇者」と呼ぶなど、着物以外の参加者には手厳しいことでも知られる。
- ツイッターでの高圧的な発言が仇となり炎上したことがある。

＊着物初心者と着物の接着剤となるべく邁進中

## 著書
- 『着物がくれるとびきりの毎日』（リヨン社発行、二見書房発売 2002年）ISBN 9784576021904
- 『ふだん着物のたのしみ方』（河出書房新社 2003年）ISBN 9784309266473
- 『着物でわくわく12ヵ月』（リヨン社発行、二見書房発売 2004年）ISBN 9784576042282
- 『わたしが好きな和の生活』（河出書房新社 2005年）ISBN 9784309280127
- 『キラキラ着物絵日記』（リヨン社発行，二見書房発売 2006年）ISBN 9784576060422
- 『きくちいま流着物生活48のワザ：楽しく、正しく、美しく！』（実業之日本社 2006年）ISBN 9784408403441
- 『毎日の着物。：日々の着まわしコーディネート帖』（アスペクト 2006年）ISBN 9784757212732
- 『着物がくれるとびきりの毎日（知恵の森文庫）』（光文社 2006年）ISBN 9784334784546
- 『きもので出産！』（河出書房新社 2006年）ISBN 9784309280806
- 『ふだん着物わくわくアイデア帖』（河出書房新社 2008年）ISBN 9784309281469
- 『よくわかるきものの着付けと帯結び：家族みんなで使える（PHPビジュアル実用BOOKS）』（PHP研究所 2009年）ISBN 9784569704562
- 『だれでもかわいく描けるおしゃべりイラスト：気持ちを添えるイラストのコツがいっぱい』（実業之日本社 2009年）ISBN 9784408452579
- 『かわいい楽しい着物きこなしアイデア帖：オリジナル半襟つき!』（河出書房新社 2010年）ISBN 9784309282381
- 『ゆったり、わくわく 子どもと楽しむ12ヵ月』（阪急コミュニケーションズ 2011年）ISBN 9784484112312
- 『どんどん作りたくなる！かわいい布地蔵』（河出書房新社 2012年）ISBN 9784309273419
- 『きくちいまの大人かわいい着物読本』（主婦と生活社 2013年）ISBN 9784391143546
- 『きくちいまが伝えたい！ 買ってはいけない着物と着物まわり』（実業之日本社 2013年）ISBN 9784408333038
- 『お気に入りのはぎれで作る布絵手紙』（河出書房新社 2014年）ISBN 9784309284958
- 『きくちいまが伝えたい！ 40代からの新・着物生活』（実業之日本社 2015年）ISBN 9784408333168
- 『ぬおお飯』（セブン＆アイ出版 2016年）ISBN 9784860087067
- 『おとなのときめきふだん着物』（河出書房新社 2017年）ISBN 9784309286501